# Kloster Oberschönenfeld

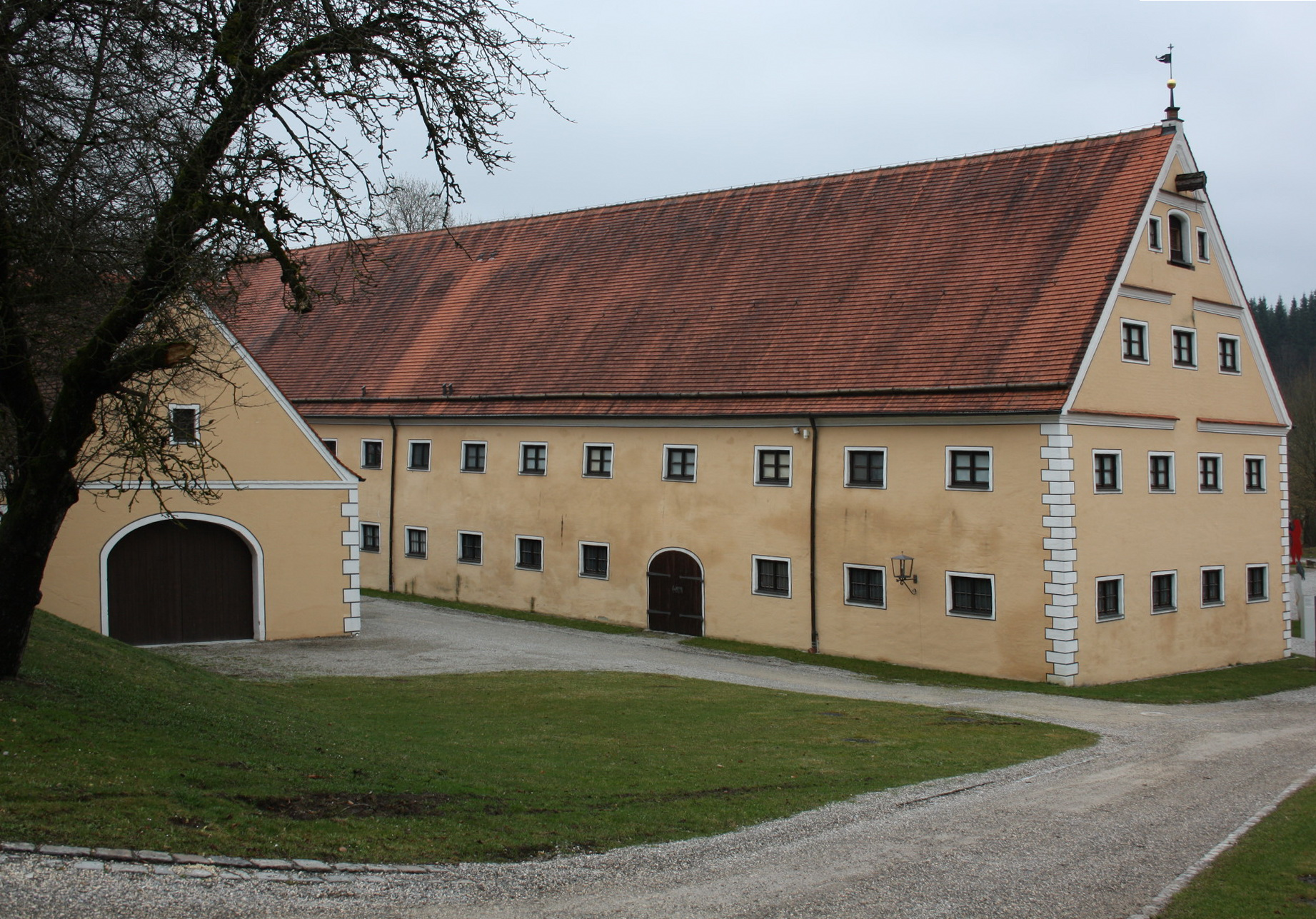
Klostergebäude

Das Kloster Oberschönenfeld (lat. Abbatia B. M. V. de Campo Specioso Superiore) ist eine Abtei der Zisterzienserinnen in Gessertshausen in Bayern in der Diözese Augsburg. Die Anlage ist als Baudenkmal geschützt.

## Geschichte
Schon um das Jahr 1186 gab es Beginen in der Nähe von Oberschönenfeld. Diese Frauengemeinschaft wurde von Meisterinnen geleitet, von 1186 bis 1192 von der Gräfin Würga und von 1192 bis 1211 von Hildegunde von Brennberg, die dann zur ersten Äbtissin der 1211 mit Unterstützung des Klosters Kaisheim gegründeten Abtei gewählt wurde. Die älteste Urkunde über Schönenfeld, eine päpstliche Bestätigung aller Ordensprivilegien, stammt von 1248.
Die erste Kirche wurde 1262 unter Äbtissin Adelheit I. geweiht. Während des Dreißigjährigen Krieges fanden zwischen 1632 und 1648 Plünderungen und Zerstörungen statt. Der Konvent musste mehrmals fliehen. Von 1718 bis 1721 wurden das Kloster durch den Baumeister Franz Beer und später auch die Kirche in ihrer heutigen barocken Form erbaut. Dieser Zeit entstammt auch die Abteikirche Mariae Himmelfahrt. Begleitend zu den Bauaktivitäten kam es auch zu einer inneren Konsolidierung der Klosterherrschaft. Ausdruck dieser grund- und gerichtsherrlichen Absicherung war 1667 der Erlass einer Policey-Ordnung, die 1775 unter Äbtissin Irmengard II. Stichaner (1774–1803) erneuert wurde. Dort wurden wichtige Fragen des Alltags von der Gottesdienstordnung über den Frondienst bis zum Wirtshausbesuch genau geregelt. Dem Kloster blieb allerdings bis zum Ende des alten Reichs eine Reichsstandschaft im Reichskreis verwehrt. Oberschönenfeld blieb zunächst der vorderösterreichischen Markgrafschaft Burgau unterstellt. Seine Gerichts- und Grundherrschaft dehnte sich auf die beiden benachbarten Dörfer Gessertshausen und Altenmünster aus. 1417 verpflichtete es sich dem Kaiser als Schutzherrn, 1435 begab es sich unter den Schutz der Reichsstadt Augsburg und 50 Jahre später unter den Schutz des Hochstifts Augsburg. Die landesfürstliche Obrigkeit der Markgrafschaft blieb bestehen. Allerdings zog das Hochstift Augsburg im Laufe der Zeit immer mehr Rechte an sich, so dass Oberschönenfeld schließlich 1803 als Teil des Hochstifts Augsburg an das Königreich Bayern überging.
Im Jahr 1803 wurde die Abtei durch die Säkularisation aufgelöst. Der Konvent wurde nun von Priorinnen geführt und verkleinerte sich in den folgenden Jahren bis auf fünf Schwestern. 1836 wurde von König Ludwig I. von Bayern das Fortbestehen des Klosters genehmigt. König Ludwig III. von Bayern erhob das Kloster 1918 wieder zur Abtei, die päpstliche Genehmigung zu dieser Erhebung wurde 1922 erteilt. 1951 wurden die ersten Missionarinnen nach Brasilien entsandt, die 1963 in Itararé ein eigenes Kloster gründeten.

## Klosteranlage

### Museen

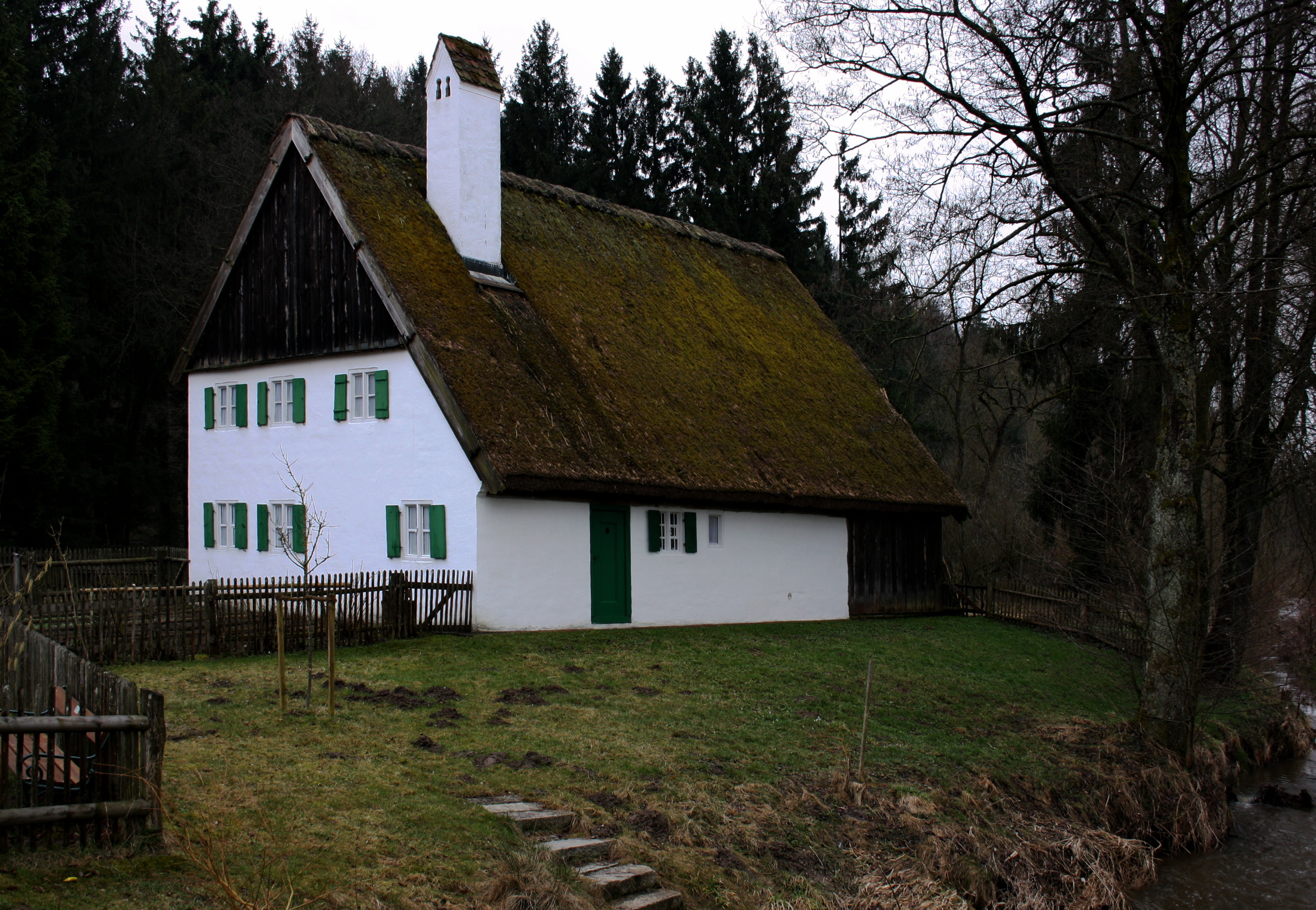
Der „Glaserschuster“ aus Döpshofen

In den seit 1972 nicht mehr genutzten früheren Stallungen des Klosters errichtete der Bezirk Schwaben 1984 das Schwäbische Volkskundemuseum Oberschönenfeld (seit 2018: Museum Oberschönenfeld). Es präsentiert im Gebäude Volkskundemuseum eine Dauerausstellung zu alltäglichen Lebenswelten in Schwaben von 1800 bis heute und wechselnde kulturhistorische Sonderausstellungen. Im angegliederten Kunstforum Oberschönenfeld (ehemals Schwäbische Galerie) wird  auf rund 360 Quadratmetern regelmäßig sowohl regionale als auch überregionale Kunst ausgestellt.
Dort befinden sich auch das 1992 eröffnete Naturpark-Haus des Naturparks Augsburg-Westliche Wälder. Neben dem Kloster wurde von 1974 bis 1980 mit dem „Glaserschusterhaus“ aus Döpshofen ein für die Gegend typisches Staudenhaus wiederaufgebaut und als Museum zugänglich gemacht. Dieses Söldneranwesen ist das letzte strohgedeckte Kleinbauernhaus im Augsburger Umland.

### Gastwirtschaft
Bei dem Kloster befindet sich ein schöner Biergarten mit mächtigen, alten Kastanienbäumen.

### Klosterbäckerei
Zur Klosteranlage gehört auch eine Bäckerei. Sie befindet sich seit 1982 im sanierten Naturpark-Haus (ehemaliger Rinderstall) und ist mit einem Holzofen und einem Elektroofen ausgestattet. Die dort von den Schwestern hergestellten Ein- und Zwei-Kilo-Brotlaibe werden sowohl im Kloster als auch in einigen Geschäften in der Region zum Verkauf angeboten. 

## Äbtissinnen und Priorinnen

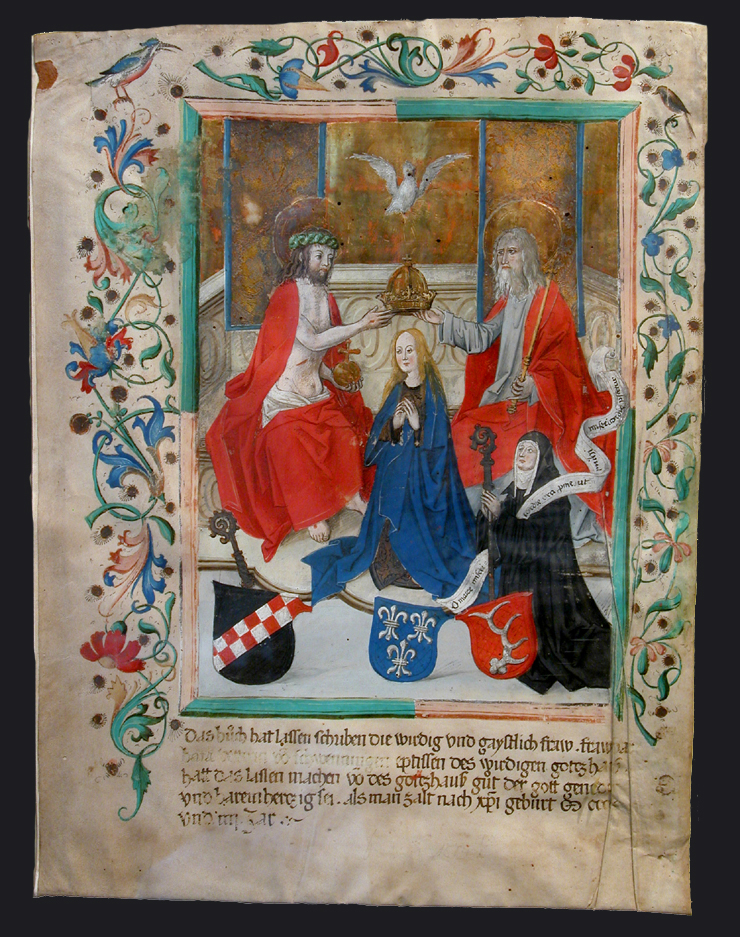
Miniatur mit der Äbtissin Barbara Vetter 1504

### Äbtissinnen von 1211 bis 1803
- 1211–1220 Hildegunde von Brennberg
- 1220–1251 Anna Metter
- 1251–1262 Willibirgis
- 1262–1271 Adelheid
- 1271–1279 Hilta
- 1279–1286 Adelheid von Kemnat
- 1286–1299 Agnes von Lutzingen
- 1299–1304 Hildegunde von Zusmecke
- 1304–1309 Elisabeth Kübel
- 1309 bis ? Sophie
- ? bis 1326 Margaretha von Lutzingen
- 1327–1332 Irmengard
- 1332–1342 Hildegunde
- 1342 bis ? Agnes von Lutzingen
- ? bis 1353 Agnes da Troy
- 1353 bis ? Agnes von Marschalk
- ? bis 1373 Katharina von Villenbach
- 1373–1383 Katharina von Lutzingen
- 1383–1390 Anna von Schwenningen
- 1390–1398 Katharina von Tettingen
- 1398–1449 Gertrud von Freyberg
- 1449–1463 Anna Marschälkin von Pappenheim
- 1463–1492 Dorothea von Laimberg
- 1492–1508 Barbara Vetter von Schwenningen
- 1508–1517 Margaretha Vetter von Schwenningen
- 1517–1522 Ursula von Wintzer
- 1522–1552 Ursula von Tanneck
- 1553–1571 Agnes von Burtenbach zu Hammerstetten
- 1571–1601 Barbara Elchinger
- 1601–1603 Walburga Schüßler
- 1603–1624 Susanna Willemayr
- 1624–1633 Apollonia Wörl
- 1633–1657 Elisabeth Herold
- 1657–1685 Anna Maria Weinhart
- 1685–1722 Hildegard Meixner
- 1722–1742 Viktoria Farget
- 1742–1767 Anna Cäcilia Wachter
- 1767–1774 Charitas Karner
- 1774–1803 Irmengard II. Stichaner

### Priorinnen
Von 1803 bis 1836 war das Kloster formal aufgelöst.
- 1803–1813 Johanna Scheppich
- 1813–1820 Viktoria Hörmann
- 1820–1834 Charitas de Crignis
- 1834–1845 Anna Schabel
- 1845–1865 Scholastica Sax
- 1865–1876 Bernarda Behringer
- 1876–1898 Nivarda Behringer
- 1898–1922 Cäcilia Zimmermann

### Äbtissinnen ab 1922
- 1922–1949 Cäcilia Zimmermann (Cäcilia Zimmermann leitete das Kloster 24 Jahre als Priorin und anschließend 27 Jahre als Äbtissin.)
- 1949–1985 Caritas Schmidberger
- 1985–2008 Ancilla Betting
- seit 2008 Gertrud Pesch[4]